# Ken Tyrrell
Robert Kenneth ”Ken” Tyrrell, född den 3 maj 1924, död den 25 augusti 2001 var en brittisk affärsman och racerförare. Han är mest känd som grundare och ägare av formel 1-stallet Tyrrell.

## Förarkarriär
Sedan Tyrrell lämnat Royal Air Force efter andra världskriget startade han ett sågverk med egen timmerbilsflotta. I början av 1950-talet köpte Tyrrell en Cooper 500cc midget-racer (föregångaren till formel 3) och började tävla som amatör. Tyrrell var inte helt utan framgångar som förare men han insåg sina begränsningar och började istället driva tävlingsstall åt andra förare från lokaler vid sitt sågverk.

## Stallägare
Tyrrells stall gjorde sig snabbt ett namn och han blev ansvarig för Coopers Formel Junior-stall. Tyrrell var även inblandad i standardvagnssatsningen med Mini Cooper och under 1961 fick han rycka in som stallchef för Coopers F1-stall sedan John Cooper skadat sig i en bilolycka. Tyrrell engagerade en ung Jackie Stewart till sitt stall vilket blev början till en långt och framgångsrikt samarbete.
1965 bytte Tyrrell märke till franska Matra Sports som Stewart körde i formel 3 och formel 2. Till säsongen 1968 satsade Tyrrell och Stewart på formel 1 och tävlade med en Cosworth V8-motor i Matra-chassit under namnet Matra International. Satsningen kröntes med Stewarts första VM-titel 1969.
Till 1970 krävde Matra att Tyrrell skulle använda fransmännens nya V12-motor men Tyrrell vägrade överge Cosworth. Han valde därför att driva verksamheten vidare under eget namn med ett chassi från March Engineering, samtidigt som stallet byggde en egen bil. Med den nya Tyrrell 003 tog Stewart sin andra VM-titel 1971 och Tyrrell vann konstruktörstiteln. Stewart vann även en tredje förartitel 1973, varefter han avslutade sin förarkarriär. Därmed var Tyrrells glansperiod över även om stallet fortfarande var konkurrenskraftigt under resten av 1970-talet. Ronnie Peterson tävlade för Tyrrell säsongen 1977 med den sexhjuliga Tyrrell P34.
I slutet av 1970-talet övergavs Tyrrell av sin huvudsponsor, det franska oljebolaget Elf Aquitaine för de franska stallen Renault F1 och Ligier. Tyrrell vägrade också styvnackat att lämna Cosworth-motorn under turboeran och stallet drevs på en närmast amatörmässig nivå med minimal budget vid en tid då penningrullningen tagit fart på allvar i F1-cirkusen.
Tyrrell anställde unga talanger, såsom Michele Alboreto, Stefan "Lill-Lövis" Johansson och Jean Alesi, men de gick snart vidare till större och mer framgångsrika stall. I början av 1990-talet lämnade Tyrrell över alltmer av verksamheten till sina söner och konstruktören Harvey Postlethwaite. 1997 sålde han så stallet till British American Tobacco och 1999 bytte det namn till British American Racing.
År 2000 valdes Tyrrell till ordförande i British Racing Drivers' Club men han tvingades lämna posten senare under året till följd av den cancersjukdom som ändade hans liv.